# Нідзьо (письменниця)
Нідзьо (1258 - після 1307) - 二条) — японська придворна дама та письменниця . Вона була коханкою японського імператора Го-Фукакуса у період з 1271 по 1283 рік, пізніше стала буддійською черницею. Після 1307 року вона написала автобіографічну повість "Непрохана повість", у якій детально описала своє життя.

## Біографія
Нідзьо походила з родовитої родини. Її батько та дід з батьківського боку займали високі посади при дворі імператора (слід зазначити, що в той час влада імператора була чисто номінальною), мати померла, коли їй було два роки. Багато її родичів були відомі своїм літературним даром. Ще дитиною її батько домовився з імператором Го-Фукакуса, що вона стане його наложницею, коли підросте. Ім'я "Нідзьо" не є її справжнім ім'ям, справжнє її ім'я не зберіглося.
У віці 13 років Нідзьо стала наложницею. Слід зазначити, що вона була закохана у посадовця при дворі Санекане Сайондзі, що походив із багатої та впливової родини. Нідзьо швидко завагітніла. Під час її вагітності помер її батько. У подальшому житті вона мала декількох коханців, більшість з яких ставали її коханцями проти її волі (крім Санекане Сайондзі). Починаючи з цього віку, Нідзьо мала прагнення стати черницею, але їй не давали коханці.
Дитина, яку народила Нідзьо від імператора, померла у малому віці (що перекривало Нідзьо можливість особистої кар'єри). Наступну дитину, батьком якої був Санекане Сайондзі, вона була вимушена віддати щоб уникнути чуток. Також Нідзьо народила двох дітей від настоятеля буддійського храму, близького до Го-Фукакуса. Обох дітей вона віддала на виховання.
Після смерті настоятеля, вона була коханкою брата Го-Фукакуса та одного з міністрів з його двору, в той же час залишаючись близькою людиною до Го-Фукакуса.
У 1283 році за вимогою імператриці Хігасі (дружиною Го-Фукакуса) Нідзьо була видалена з двору.
Далі вона стала буддійською черницею, що часто робили японські жінки, які потрапили у несприятливі обставини. Вона багато подорожувала, але часто поверталась до столиці. Інколи вона зустрічалась з Го-Фукакуса, який зберіг прив'язаність до неї і запрошував її на бесіду, а також дарував їй свої речі.
Після 1307 року вона написала "Непрохану повість". Книга не була широковідомою, але зберігалась. Копія книги, переписана у 17 столітті (з великими втратами), була знайдена у 1940 році. У 1950 році книга була видана, перевидана у 1966. Книга перекладена на декілька мов, зокрема англійську та російську.